# Johannes Skytha
Johannes Skytha (lateinisch Iohannes Scytha, altgriechisch Ἰωάννης ὁ Σκύθης, deutsch Johannes der Skythe) war ein oströmischer Heermeister (magister militum) und Konsul im Jahr 498.

## Leben
Johannes begegnet erstmals zum Jahr 482 in den Quellen, als er mit Moschianus nach Illyrien entsandt wurde, um gegen die Ostgoten unter König Theoderich zu kämpfen. Diese Mission war Teil der Bemühungen Kaiser Zenons, die Kontrolle über die westlichen Provinzen des Reiches zu sichern.
Im Jahr 483 wurde Johannes zum magister militum per Orientem, dem Oberbefehlshaber des Ostens, ernannt und löste damit Illus ab. 484 erhob sich Illus gegen Kaiser Zenon und stellte den zivilen Beamten Leontius als Gegenkaiser auf. Johannes erhielt den Auftrag, den Aufstand niederzuschlagen. Im September 484 gelang ihm ein entscheidender Sieg über die Rebellen in einer Schlacht nahe Antiochia. Illus und Leontius entkamen in die isaurische Festung Papyrios, die Johannes daraufhin belagerte. Offenbar war er mit Illus so gut bekannt, dass sie während der Belagerung freundschaftliche Gespräche führen konnten. Ende 484 nahm er Trocundes, den Bruder des Illus, gefangen und ließ ihn hinrichten, als dieser versuchte, Verstärkung zu holen. Die Belagerung zog sich bis 488 hin, als die Festung durch Verrat fiel. Illus und Leontius wurden gefasst und hingerichtet.
Unter Kaiser Anastasios I. kämpfte Johannes im Isaurischen Krieg (492–497) und führte gemeinsam mit Johannes Gibbus die Armee an. In der Schlacht von  Kotyaion 492 war er einer der maßgeblichen Befehlshaber. 497 wurden die Isaurier endgültig besiegt, ihre Anführer Longinus und Athenodorus gefangen genommen und hingerichtet. Im Jahr 498 wurde er mit Paulinus Konsul.